# جو كيتون
جو كيتون (بالإنجليزية: Joe Keaton)‏ (6 يوليو 1867 - 13 يناير 1946) الاسم بالكامل جوزيف هالي كيتون Joseph Hallie Keaton كان مؤد أمريكي في الڤودڤيل وممثل في الأفلام الصامتة، وكان والد الممثل والمخرج والمنتج باستر كيتون.

## من أفلامه
- بطل الريف
- في الغرب
- الحمال
- سجين 13
- الفزاعة
- جيران
- أحلام اليقظة
- البيت الكهربائي
- ضيافتنا
- شيرلوك جونيور
- إذهب غربًا
- الجنرال

## وصلات خارجية
- جو كيتون على موقع IMDb (الإنجليزية)
- جو كيتون على موقع أول موفي (الإنجليزية)
- جو كيتون على موقع قاعدة بيانات الأفلام السويدية (السويدية)
- جو كيتون على موقع قاعدة بيانات الفيلم (الإنجليزية)
- Keaton biography